# Exermont
Exermont település Franciaországban, Ardennes megyében. Lakosainak száma 33 fő (2022. január 1.). Exermont Apremont, Chatel-Chéhéry, Fléville, Landres-et-Saint-Georges, Sommerance, Baulny, Cierges-sous-Montfaucon, Épinonville, Gesnes-en-Argonne és Romagne-sous-Montfaucon községekkel határos.

## Népesség
A település népességének változása:
| Lakosok száma | 56   | 49   | 38   | 33   | 42   | 41   | 42   | 38   | 36   | 33   |
|               | 1968 | 1982 | 1990 | 2006 | 2013 | 2015 | 2017 | 2019 | 2020 | 2022 |